# Pierre Grosheintz
Pierre Grosheintz (* 11. März 1906 in Basel; † 28. Mai 1992 in Wabern bei Bern) war ein Schweizer Staatsbeamter.

## Leben

### Familie
Pierre Grosheintz war der Sohn des Zahnarztes Emil Grosheintz (* 22. Februar 1867 in Paris; † 24. Oktober in 1946 Ascona) und dessen Ehefrau Nelly Adèle (geb. Laval) (* 1875); er hatte noch einen jüngeren Bruder, der 1909 geboren wurde. Sein Vater war mit Rudolf Steiner befreundet und stellte diesem in Dornach das Land zum Bau des Goetheanum zur Verfügung.
Er war mit Dina Mathilde Caroline (geb. Petermann) (* 1903; † 13. Juli 1975 in Münchenbuchsee) verheiratet; die Ehe wurde später geschieden.

### Werdegang
Pierre Grosheintz besuchte das Gymnasium in Basel und war von 1924 bis 1932 kaufmännisch in London und anschliessend noch in den Sekretariaten der World Energy Council in New York und Washington tätig.
1932 begann er mit einem Studium der Rechtswissenschaften an der Universität Basel, das er 1938 mit der Promotion zum Dr. jur. abschloss; das Thema seiner Dissertation lautete Die Vermischung von Geld und vertretbaren Sachen. Zudem wurde er Inhaber eines Anwalts- und Notariatszertifikats für den Kanton Solothurn.
1939 wurde er als Mitarbeiter in der Sektion Stempelabgaben und Lotteriewesen der Eidgenössischen Steuerverwaltung eingestellt und dort 1946 Leiter der neu geschaffenen Unterabteilung für Stempelabgaben und Verrechnungssteuer, bevor er 1953 Vizedirektor und vom 1. Oktober 1955 bis 1. Mai 1969, als Nachfolger von Ernst Wyss, Direktor der Eidgenössischen Steuerverwaltung war. Sein Nachfolger wurde Kurt Locher (1917–1991).
Nach seinem Rücktritt aus gesundheitlichen Gründen war er weiterhin als Experte für den Bund tätig.
Er starb in Wabern in der Seniorenresidenz Chly Wabere.

### Berufliches Wirken
Zu den ersten Aufgaben von Pierre Grosheintz hatte es gehört, die von 1940 bis 1944 an der Quelle erhobene Wehrsteuer und die am 1. Januar 1944 eingeführte Verrechnungssteuer vorzubereiten, weiterhin bereitete er die Abschlüsse von Doppelbesteuerungsabkommen mit verschiedenen Staaten vor.
Seine wichtigsten Geschäfte als Direktor waren die Verfassungsvorlagen von 1957 und 1962 zur Neuordnung der Bundesfinanzen, der 1962 erstellte Bericht zur Motion von Nationalrat Mathias Eggenberger betreffend wirksamere Bekämpfung der Steuerdefraudation (= Steuerhinterziehung), das neue Gesetz über den Militärpflichtersatz von 1959, das Bundesgesetz über die Verrechnungssteuer von 1965 und die Gesetzgebung über die Steueramnestie von 1969.
Grosse Verdienste erwarb er sich insbesondere im Zusammenhang mit dem Aufbau und der Einführung der Verrechnungssteuer die nach den damals aufgestellten Grundsätzen noch heute zur Anwendung gelangt. Er wurde allgemein als »geistiger Vater« dieser Steuer betrachtet.

## Schriften (Auswahl)
- Die Vermischung von Geld und vertretbaren Sachen. Basel 1937.
- Kommentar zur eidgenössischen Wehrsteuer. Polygraphischer Verlag, Zürich 1942.
- Die Eidgenössische Verrechnungssteuer. Polygraphischer Verlag, Zürich 1945.
- mit Charles Perret: Kommentar zur eidgenössischen Wehrsteuer: Nachtrag 1949. Polygraphischer Verlag, Zürich 1949.